# Werner Freyberg
Friedrich Wilhelm Werner Freyberg, född 29 juli 1902 i Leipzig, död 15 januari 1973 i Leipzig, var en tysk landhockeyspelare.
Freyberg blev olympisk bronsmedaljör i landhockey vid sommarspelen 1928 i Amsterdam.